# Nowosielskoje (rejon smoleński)
Nowosielskoje (ros. Новосельское сельское поселение) – jednostka administracyjna (osiedle wiejskie) wchodząca w skład rejonu smoleńskiego w оbwodzie smoleńskim w Rosji.
Centrum administracyjnym osiedla wiejskiego jest dieriewnia Nowosielskij.

## Geografia
Powierzchnia osiedla wiejskiego wynosi 235,62 km², a jego głównymi rzekami są: Udra, Kaspla i Żeriespieja. Przez terytorium jednostki przechodzi droga federalna R133 (Smoleńsk – Newel).

## Historia
Osiedle powstało na mocy uchwały obwodu smoleńskiego z 28 grudnia 2004 r. (z późniejszymi zmianami w uchwale z dnia 29 kwietnia 2006 roku).

## Demografia
W 2010 roku osiedle wiejskie zamieszkiwało 1204 mieszkańców.

## Miejscowości
W skład jednostki administracyjnej wchodzi 33 miejscowości (wyłącznie dieriewnie): Abołonje, Abramienki, Agaponowo, Anastasjino, Afońki, Babni, Bannyj Ostrow, Bannyj Ostrow, Biełodiedowo, Bolszaja Dubrowka, Bolszoje Zagorje, Bor, Borisowka, Borisowszczina, Chłusy, Diebricy, Griada, Jazwiszcze, Kamienka, Kisłyje, Małaja Dubrowka, Mamlenki, Mołodaja, Ostje, Pietrowo, Pyndino, Szczegolewo, Tiepienino, Usowszczina, Nowosielskij, Wierchowje, Zaozorje, Żornowka.
W 2012 roku ze składu osiedla Nowosielskoje zniknęła, zlikwidowana decyzją władz obwodu, dieriewnia Chołm.